# MM-QUBE
MM-QUBEはLinuxの小規模タイプのWebサーバであるCobalt QubeのNTTドコモのOEMサーバである。主に法人向けに発売されていた。ドコモショップでも購入は可能であった。

## 概要
Webサーバ、メールサーバ、簡易ファイアウォール、リモート・アクセス・サービス（RAS）サーバ、DNSサーバ機能などを有しているオールインワンサーバである。
NTTドコモの携帯電話にあわせたサーバであり、iモードメール転送機能、iモード用Webメール機能、プッシュ型電子メールエージェント機能なども有している。最終機種のMMQUBE3は4代目の製品で、初代のMMQUBEは、企業向け10円メールサーバとして開発され、ポケットボードなどで、企業のメールをリモートで利用することがメインの機能であった。
Linuxのサーバであるが、詳細な設定を除いて、Webブラウザを使い、GUIにて操作が可能となる。
その他iアプリのスクラッチパットを利用した、高セキュリティー電話帳アプリ（iアプリ電話帳）や連絡網アプリ（ケータイ連絡網）なども別に用意されている。MMQUBEのメールサーバやWebサーバとサイボウズ、デスクネッツといったiモード用グループウェアなどとメールサーバ機能を連携させて利用できる。
なお、OSのサポートは2011年2月末に、ハードウェアと関連ソフトウェアのサポートは2013年2月末に終了している。